# Undulostrea
Undulostrea is een geslacht van tweekleppigen uit de  familie van de Ostreidae.

## Soort
- Undulostrea megodon (Hanley, 1846)